# César Baggio
Pour les articles homonymes, voir Baggio.
César Auguste Baggio, né le 29 septembre 1846 à Carvin et décédé le 23 mai 1893 à Lille, est un avocat français, adjoint au maire de Lille et promoteur de la gymnastique dans le Nord.

## Biographie
La famille de César Baggio est originaire d'une vallée alpine suisse, au nord de Locarno. Au XVIIIe siècle, elle s'installe à Lille dans le quartier Sainte-Catherine. À proximité du quartier aristocratique de la rue Royale (Vieux-Lille), les Baggio installent une fabrique de meubles et ébénisterie de luxe, dans la rue Sainte-Catherine. Mais César Baggio abandonne la voie du travail manuel : il fait de brillantes études au lycée Faidherbe de Lille et il est lauréat du Concours général en 1864. Il suit ensuite des cours à la Faculté de droit de Douai puis il prête serment devant la cour de cette ville en 1869. D'abord stagiaire au barreau de Lille, il est inscrit au tableau de l'ordre des avocats en 1873.
Son érudition en matière juridique, ainsi que ses compétences orales en font un avocat réputé et brillant.
Il s'engage très tôt dans une carrière politique. Il est républicain et profondément anticlérical à la mode des débuts de la République et du combat laïc. Élu conseiller municipal en 1878, et toujours réélu postérieurement, il est nommé adjoint à l'Instruction publique en 1888. Il participe activement au programme de constructions scolaires lancé par le maire Géry Legrand : multiplication des écoles primaires, transfert de l'université de Douai à Lille… Il est particulièrement présent dans l'œuvre des deniers des écoles laïques. Son action lui vaut la haine des feuilles d'extrême droite qui le dénonce comme franc-maçon.
Soucieux de préparer la nation, c'est aussi un membre actif des sociétés de gymnastique de Lille. En 1879, il fonde avec quelques républicains, l'Association régionale des gymnastes du Nord. Il mène une grande campagne très active pour multiplier les sociétés de gymnastique dans le Nord et le Pas-de-Calais.
En 1892, César Baggio est reconnu par le bureau de bienfaisance de Lille comme l'un des principaux bienfaiteurs des pauvres.
Malheureusement, une épidémie de typhus contamine César Baggio au palais de Justice. Il succombe après sept jours de maladie, le 23 mai 1893. Par testament, il laisse :
- 50 000 F pour la création d'une école d'apprentissage,
- 20 000 F pour le bureau de bienfaisance,
- 2 000 F pour le denier des écoles laïques.